# باشا بيغ
باشا بيغ هي قرية في مقاطعة هشترود، إيران. عدد سكان هذه القرية هو 347 في سنة 2006.